# Rhopalosiphoninus latysiphon
Rhopalosiphoninus latysiphon är en insektsart som först beskrevs av Davidson 1912.  Rhopalosiphoninus latysiphon ingår i släktet Rhopalosiphoninus och familjen långrörsbladlöss. Inga underarter finns listade i Catalogue of Life.